# Back Through Time
Albums de Alestorm
Black Sails at Midnight
(2009) Sunset on the Golden Age
(2014)
Back Through Time est le troisième album studio du groupe de pirate metal écossais Alestorm. Il est paru le 3 juin 2011 en Europe, le 6 juin en Angleterre et le 14 juin aux États-Unis, sur le label Napalm Records.

## Composition du groupe

### Alestorm
- Christopher Bowes - Clavier et Chant
- Daniel Evans - Guitare
- Gareth Murdock - Basse
- Peter Alcorn - Batterie

## Pistes de l'album
1. Back Through Time - 5:03
2. Shipwrecked - 3:30
3. The Sunk'n Norwegian - 4:07
4. Midget Saw - 3:18
5. Buckfast Powersmash - 2:33
6. Scraping the Barrel - 4:40
7. Rum - 3:29
8. Swashbuckled - 3:53
9. Rumpelkombo - 0:06
10. Barrett's Privateers - 4:41 (Stan Rogers Cover)
11. Death Throes of the Terrorsquid - 7:46
12. I Am A Cider Drinker - 3:00 (bonus track édition limitée)
13. You Are A Pirate - 1:33 (bonus track édition limitée)